# Инцидент с Boeing 777 над Лос-Анджелесом
Инцидент с Boeing 777 над Лос-Анджелесом — авиационная авария, произошедшая 14 января 2020 года. Авиалайнер Boeing 777-232ER авиакомпании Delta Air Lines выполнял плановый межконтинентальный рейс DL89 по маршруту Лос-Анджелес—Шанхай, но через несколько минут после взлёта у него возникли неполадки с двигателем №2, и пилоты запросили возвращение в аэропорт вылета. Для выполнения аварийной посадки лайнер сбросил авиатопливо на прилегающие к Лос-Анджелесу насёленные пункты, что привело к раздражению кожи и лёгких по меньшей мере у 56 человек. Самолёт благополучно приземлился в аэропорту Лос-Анджелес, никто из находившихся на его борту 165 человек (149 пассажиров и 16 членов экипажа) не пострадал.

## Самолёт

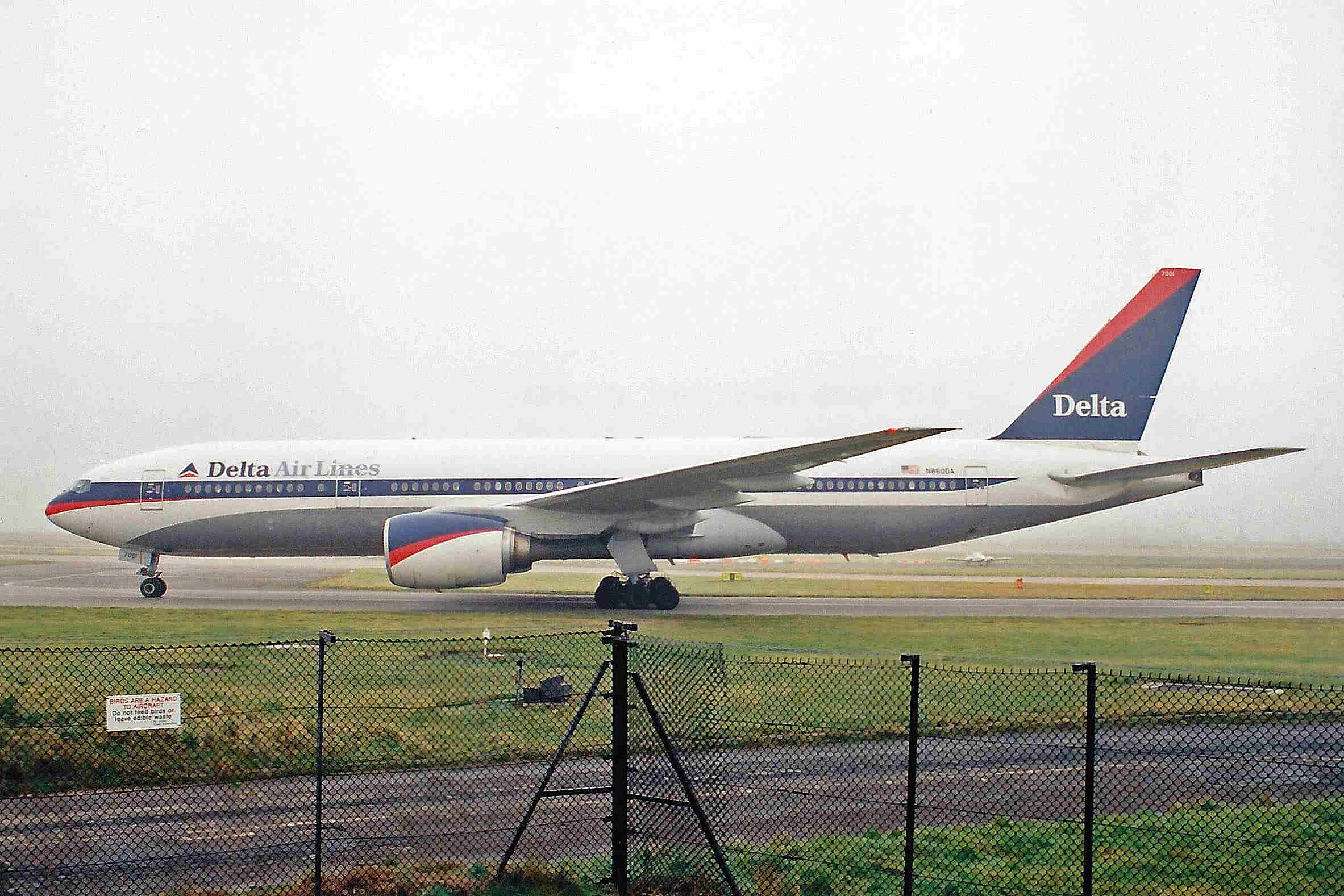
Пострадавший самолёт в 2001 году

Boeing 777-232ER (регистрационный номер N860DA, заводской 29951, серийный 202) был выпущен в 1999 году (первый полёт совершил 4 марта). 23 марта того же года был передан авиакомпании Delta Air Lines. Оснащён двумя турбовентиляторными двигателями Rolls-Royce Trent 892.

## Хронология событий

### Предшествующие обстоятельства
14 января 2020 года Boeing 777-232ER борт N860DA выполнял рейс DL89 из Лос-Анджелеса в Шанхай, на его борту находились 16 членов экипажа и 149 пассажиров.
Самолёт был заправлен большим количеством авиатоплива. В случае аварийной посадки сразу после взлёта самолёт рискует выкатиться за пределы ВПП и разрушиться, если авиатопливо не будет сброшено. Поэтому важно сбрасывать авиатопливо перед аварийной посадкой, чтобы снизить риск катастрофы.

### Вылет, отказ двигателя №2
Рейс DL89 вылетел из Лос-Анджелеса в 11:32 PST и начал набор высоты над Тихим океаном. Через несколько минут пилоты сообщили авиадиспетчерам об остановке двигателя №2 (правого). Авиадиспетчеры спросили пилотов рейса 089, собираются ли они сбрасывать топливо над океаном, но пилоты отказались: У нас всё под контролем… ситуация не критичная (англ. We've got it under control… we're not critical). Авиадиспетчеры снова спросили: OK, значит, вам не нужно ожидать или слить топливо или что-то в этом роде? (англ. OK, so you don't need to hold or dump fuel or anything like that?), пилоты ответили: Отрицаем (англ. Negative) и запросили посадку на взлётную полосу №25R (самая длинная в аэропорту Лос-Анджелеса). Около 11:40 рейс 089 развернулся и направился в Лос-Анджелес для совершения аварийной посадки.

### Сброс авиатоплива, посадка
Находясь над городом и приближаясь к Лос-Анджелесу, пилоты рейса 089, несмотря на сообщения авиадиспетчеру, всё же сбросили авиатопливо на часть округа Лос-Анджелес, где находились 5 начальных школ и 1 средняя школа. Наиболее пострадала начальная школа Парк-авеню в Кадахи, где несколько учеников были облиты авиационным керосином. Пострадали также учащиеся начальных школ в Саут-Гейте: дети, которые были в этот момент на уроке физкультуры, подумали, что идёт дождь, прежде чем увидели пролетающий над ними авиалайнер. «CBS News» сообщила, что (согласно экспертному заключению бывшего КВС Delta Air Lines) рейс 089, вероятно, сбросил от 57 000 до 76 000 литров авиатоплива.
В 11:47 PST, вскоре после завершения сброса авиатоплива, рейс DL89 благополучно приземлился в аэропорту Лос-Анджелеса. Весь полёт продлился 15 минут.

## Последствия инцидента

### Проблемы со здоровьем
Службы экстренного реагирования были вызваны в несколько школ для оказания помощи детям и персоналу, которые находились на улице в момент сброса авиатоплива. Сообщалось, что по меньшей мере у 56 детей и взрослых были незначительные раздражения кожи и лёгких. Все пострадавшие школы были закрыты для очистки и снова открылись уже на следующий день.

### Реакция
Инцидент с рейсом DL89 привлёк широкое внимание разных СМИ, благодаря подробному расследованию и анализу со стороны таких организаций, как «CBS News», «The New York Times» и «Los Angeles Times», и получил широкое освещение в международных СМИ.
Действия экипажа рейса 089 озадачили авиационных специалистов. Бывший командир авиакомпании United Airlines назвал сброс авиатоплива на населённые пункты «довольно возмутительной вещью», которую никто делать не будет. Эксперт по авиационной безопасности Джон Кокс (англ. John Cox) сказал, что, поскольку пилоты не находились в состоянии непосредственной угрозы и обнаружили проблему над океаном, они должны будут объяснить, почему они продолжали сбрасывать авиатопливо на малой высоте, когда они не находились на месте, разрешённом для сброса, и не сообщили УВД о том, что они сбрасывают авиатопливо.
Было отмечено, что пилоты дважды сообщали авиадиспетчерам, что им необходимо отложить посадку, но не уточняли причин. Авиадиспетчеры предполагали, что им нужно больше времени для заполнения контрольных списков и сброса авиатоплива, и не находили необходимости приземляться сразу. Однако, пытаясь предположить, почему пилоты рейса 089 не использовали дополнительное время, чтобы объяснить свои намерения или запросить курс к месту сброса над океаном, представитель Delta Air Lines заявил: «Честно говоря, у меня нет ответа» (англ. Honestly, I don't have the answer).

## Расследование
15 января 2020 года Федеральное управление гражданской авиации США (FAA) объявило, что проведёт расследование инцидента с рейсом DL89. В своем заявлении FAA отметило, что существуют специальные процедуры сброса авиатоплива для самолётов, выполняющих рейсы в любой крупный аэропорт США и из него, и что эти процедуры требуют сброса авиатоплива над обозначенными ненаселёнными районами, как правило, на больших высотах, чтобы авиатопливо рассеялось до того, как достигнет земли.

## Дальнейшая судьба самолёта
Boeing 777-232ER борт N860DA снова начал эксплуатироваться Delta Air Lines уже через 10 дней после инцидента. 4 октября того же года он был выведен из эксплуатации и сейчас находится на хранении в аэропорту Росуэлл после того, как влияние пандемии COVID-19 на гражданскую авиацию побудило авиакомпанию Delta Air Lines вывести из своего авиапарка все Boeing 777 и заменить их на Airbus A350-900.